# Functionalisme-intentionalisme-debat
Het functionalisme-intentionalisme-debat is een historiografisch debat over de voornaamste oorzaak voor de wreedheden die tijdens de Holocaust werden gepleegd onder de vlag van nazi-Duitsland en zijn bondgenoten. Enerzijds zijn er historici die de voorkeur geven aan de intentionalistische verklaring, die grotendeels gericht is op de persoon Hitler en het idee dat hij specifiek van plan was genocide te plegen. Andere historici geven de voorkeur aan de functionalistische positie, die stelt dat de Holocaust het resultaat was van een chaotische politieke sfeer, die werd aangewend door opportunistische bureaucraten. Functionalisten en intentionalisten verschillen hierdoor van mening wat betreft de precieze inhoud, planmatigheid en graad van voorbedachtheid waarmee de systematische Jodenvervolging werd uitgevoerd.

## Voorname auteurs en standpunten binnen het debat
Na de Tweede Wereldoorlog richtten historici hun onderzoek in eerste instantie op de totalitaire mechanismes die binnen het Derde Rijk bestonden. Toonaangevend was het boek De banaliteit van het kwaad van Hannah Arendt, waarin Arendt betoogde dat het Duitse kwaad niet radicaal was maar banaal: een optelsom van onderverdeelde activiteiten.
In de jaren zestig veranderde het debat. Hans Mommsen behoorde tot de eerste historici die met een functionalistische benadering van de Holocaust kwamen. Mommsen stelde dat Hitler een zwakke dictator was, die als individu een beperkte rol had en niet goed wist hoe hij het Joodse probleem moest oplossen. Mommsen legt een sterke verantwoordelijkheid neer bij ambtelijke instanties, die met elkaar concurreerden om in de gunst van Hitler te komen. Dit fenomeen leidde volgens Mommsen tot cumulatieve radicalisering: de Holocaust was niet lang van tevoren gepland, maar kwam voort uit oorlogscrises en een proces van radicalisering. Radicalisering van bureaucratische maatregelen waren er steeds meer op gericht om de Joden te isoleren, uit te stoten en uiteindelijk te vernietigen.
Karl Dietrich Bracher was een van de eerste historici die een intentionalistische verklaring van de Holocaustoorzaak aanhing. Bracher kende een centrale rol toe aan Hitler en benadrukte de motiverende kracht van Hitlers ideologie. Bracher schreef in 1956 al dat het antagonisme tussen rivaliserende instanties uitsluitend werd opgelost in de almachtige sleutelpositie van de Führer. Doelen werden bereikt door ‘essentially planned, regulated, and rational progression.’ Hitler was volgens Bracher bovendien een uniek Duits fenomeen. Het nazisme kon volgens Bracher dan ook niet worden gescheiden van de persoon van Hitler en kan daarom ook wel het ‘Hitlerisme’ worden genoemd. Niets anders dan Hitlers Weltantschauung was hetgeen dat tot de geplande moord op de Joden leidde.
Een intentionalist die voortborduurde op het werk van Bracher was Eberhard Jäckel. Jäckel leidde onder andere uit citaten uit Mein Kampf af dat de ideeën over Jodenhaat een bestaand plan van Hitler was die zijn uitwerking vond in de Holocaust. Hij leest hiermee de plannen voor de eliminatie van de Joden, die hij verantwoordelijk hield voor de nederlaag van Duitsland in de Eerste Wereldoorlog, als letterlijke bedoeling van Hitler. Voor Jäckel zijn deze uitspraken niet slechts hulpmiddelen om aan de macht te komen, maar de rationale rechtvaardiging en aanzet tot de eliminatie van groepen die Hitler belemmerden in het creëren van een Duitse utopische staat. Mein Kampf is volgens Jäckel ‘a blueprint for power’ én een aanzet tot genocide.
Historicus Ian Kershaw zocht in de jaren negentig als functionalist synthese met de intentionalistische verklaring en stelt dat alleen de zeer specifieke omstandigheden van de Tweede Wereldoorlog het voor Hitler mogelijk maakte om te opereren. Hitler als leider vóór 1914 of in een naoorlogse context is absoluut ondenkbaar. Kershaw zag Hitler als een 'non-interventionist dictator' die zich buiten oorlog en propaganda niet bezighield met interne staatszaken. Het nazistische regime was volgens Kershaw erop gericht om zo systeemloos te opereren. De wisselwerking tussen het naast elkaar bestaan van een Partij en Staat zorgde voor ‘the Darwinian principle of unchecked struggle and competition until the winner emerged.’ Daarbij was Hitlers rol cruciaal, maar tegelijkertijd was het voor de Führer onmogelijk om centraal gezag te handhaven. Binnen de ongeplande chaos van het Derde Rijk, konden uit naam van Hitler bestaande regels worden vervangen of verlaten. Hitler regeerde niet, maar liet zich meedrijven met de successen van de winnaar. Er ontstond volgens Kershaw dan ook een ‘working towards the Führer’-principe, waarbij Hitler slechts de unifier, activator en enabler was voor verschillende bureaucratische machtsblokken.
In de loop van de jaren negentig zochten meer historici, naast Kershaw, naar synthese tussen de functionalistische en intentionalistische scholen. Volgens historicus Richard Bessel heeft het intentionalisme-functionalisme-debat uiteindelijk geresulteerd in een meer geïnformeerd, meer gedetailleerd en meer genuanceerder beeld van het naziregime en zijn de meeste historici tot op zekere hoogte zowel intentionalist en functionalist, hoewel deze terminologie heden ten dage niet vaak meer wordt gebruikt.